# Procès du RuSHA

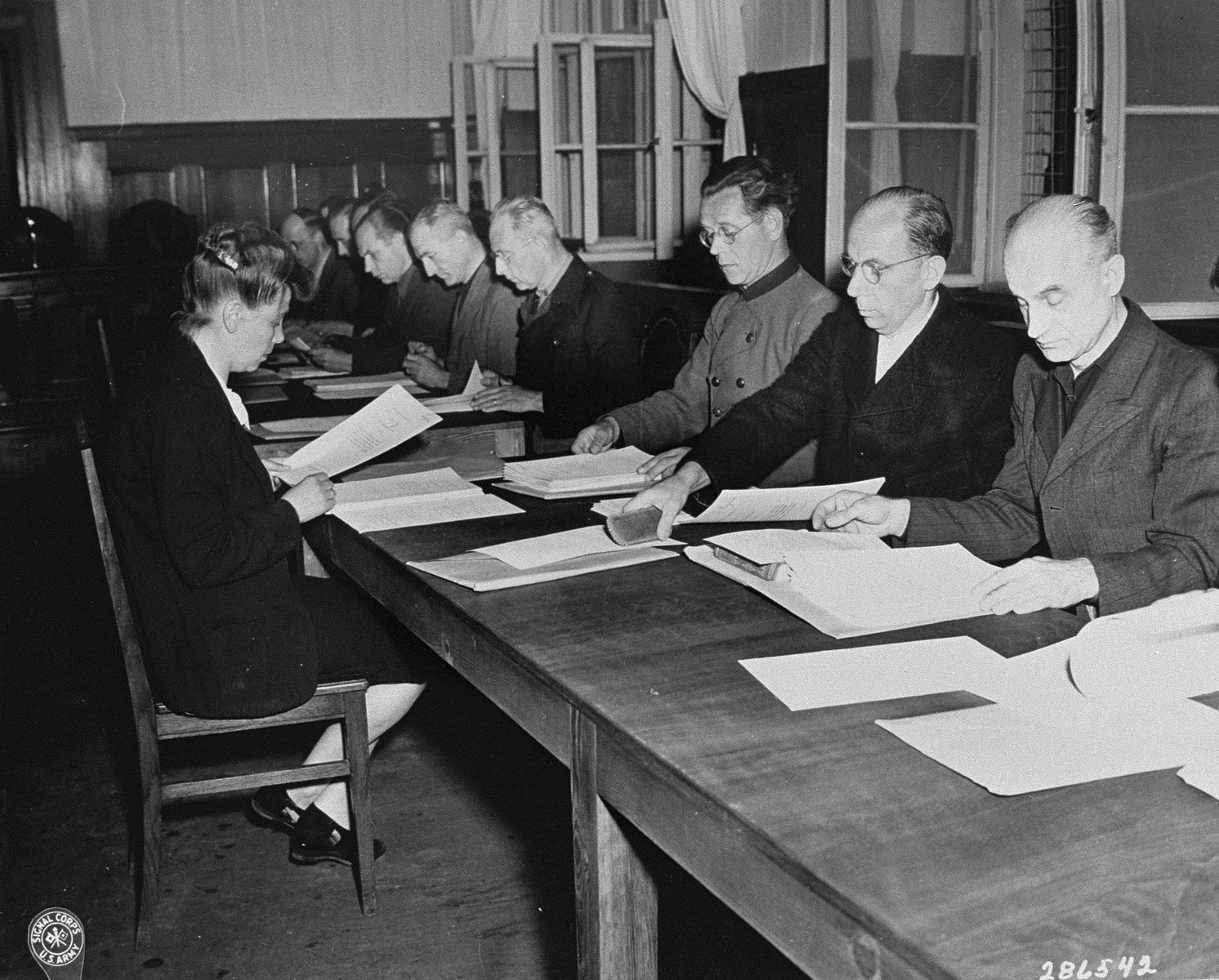
Les accusés au procès du RuSHA lisent l'acte d'accusation, le 7 juillet 1947.

Le procès du RuSHA (officiellement : The United States of America vs. Ulrich Greifelt, et al.) constitue le huitième des douze procès pour crimes de guerre organisés par les autorités américaines dans leur zone d'occupation en Allemagne à Nuremberg après la Seconde Guerre mondiale. Ces douze procès se sont tenus devant un tribunal militaire américain et non devant le tribunal militaire international, mais dans les mêmes salles. Ils sont connus sous le nom de « Second procès de Nuremberg », ou plus formellement « Procès des criminels de guerre devant le tribunal militaire de Nuremberg ».
Au procès du RuSHA, les 14 accusés appartiennent tous à différentes organisations SS responsables de la réalisation du programme nazi de « purification de la race » : le bureau pour la race et le peuplement (Rasse- und Siedlungshauptamt ou RuSHA, créé par Walther Darré), le commissariat du Reich pour la consolidation du germanisme (Reichskommissar für die Festigung des deutschen Volkstums ou RKFDV, dirigé par Heinrich Himmler), le bureau de rapatriement des « Allemands de race » (Volksdeutsche Mittelstelle, VoMi), et le Lebensborn. Les accusations se sont concentrées sur ces activités de nettoyage racial et de déplacement de populations.
Les juges de ce procès, membres du premier tribunal militaire de l'armée américaine, sont Lee B. Wyatt (président), Daniel T. O'Connell et Johnson T. Crawford. Les accusations ont été prononcées le 7 juillet 1947, et le procès s'est tenu du 20 octobre 1947 au 10 mars 1948.

## Chefs d'accusation
1. Crimes contre l'humanité, par l'exécution des programmes sur la « pureté raciale » impliquant l'enlèvement d'enfants, l'avortement forcé de femmes enceintes non-aryennes, le pillage, la déportation des populations des pays occupés et le repeuplement de ces pays par de prétendus « allemands de race » (Volksdeutsche), l'envoi des personnes ayant eu des relations sexuelles « interraciales » en camps de concentration, et la participation à la persécution des Juifs en général.
2. Crimes de guerre pour les mêmes raisons.
3. Membres d'une organisation criminelle, la Schutzstaffel (SS).

Tous les accusés sont inculpés aux titres 1 et 2, Inge Viermetz fut exclue du titre 3 et plaident non coupable.

## Accusés
| Nom                       | Fonction                                                                                        | Accusation | Accusation | Accusation | Condamnation                                                                             |
| Nom                       | Fonction                                                                                        | 1          | 2          | 3          | Condamnation                                                                             |
| ------------------------- | ----------------------------------------------------------------------------------------------- | ---------- | ---------- | ---------- | ---------------------------------------------------------------------------------------- |
| Ulrich Greifelt (en)      | Chef du personnel du RKFDV                                                                      | C          | C          | C          | Prison à vie                                                                             |
| Rudolf Creutz             | Adjoint de Greifelt                                                                             | C          | C          | C          | 15 ans de prison                                                                         |
| Konrad Meyer-Hetling      | Chef de bureau au RKFDV                                                                         | A          | A          | C          | Peine de prison exécutée (emprisonné depuis le 27 mai 1945), libéré après le jugement    |
| Otto Schwarzenberger (de) | Chef de bureau RKFDV                                                                            | A          | A          | C          | Peine de prison exécutée (emprisonné depuis le 2 mai 1945), libéré après le jugement     |
| Herbert Hübner (de)       | Chef du bureau Poznań du RKFDV et représentant du RuSHA en Pologne occidentale                  | C          | C          | C          | 15 ans de prison,                                                                        |
| Werner Lorenz             | Chef du VoMi                                                                                    | C          | C          | C          | 20 ans de prison                                                                         |
| Heinz Brückner (de)       | Chef de bureau au VoMi                                                                          | C          | C          | C          | 15 ans de prison                                                                         |
| Otto Hofmann              | Chef du RuSHA jusqu'au 20 avril 1943, puis chef de la SS pour le sud-ouest de l'Allemagne       | C          | C          | C          | 25 ans de prison                                                                         |
| Richard Hildebrandt       | Chef du RuSHA, successeur d'Hofmann                                                             | C          | C          | C          | 25 ans de prison                                                                         |
| Fritz Schwalm (de)        | Chef du personnel au RuSHA et chef du bureau de l'immigration (Einwandererzentrale, EWZ) à Łódź | C          | C          | C          | 10 ans de prison                                                                         |
| Max Sollmann (de)         | Chef du Lebensborn                                                                              | A          | A          | C          | Peine de prison exécutée (emprisonné depuis le 6 juillet 1945), libéré après le jugement |
| Gregor Ebner              | Chef du département sanitaire du Lebensborn                                                     | A          | A          | C          | Peine de prison exécutée (emprisonné depuis le 5 juillet 1945), libéré après le jugement |
| Günther Tesch (de)        | Chef du département juridique du Lebensborn                                                     | A          | A          | C          | Peine de prison exécutée (emprisonné depuis le 13 mai 1945), libéré après le jugement    |
| Inge Viermetz             | Adjointe de Sollmann                                                                            | A          | A          | X          | Acquittée                                                                                |

A — Accusé   C — accusé et Condamné
Les quatre membres du Lebensborn ne sont pas condamnés pour les chefs d'accusation 1 et 2. Le tribunal considère que le Lebensborn n'était pas responsable de l'enlèvement des enfants confiés à ses soins, ces enlèvements étant perpétrés par d'autres organisations nazies.
Greifelt meurt à la prison de Landsberg le 6 février 1949. Hildebrandt est remis aux autorités polonaises, jugé à nouveau en Pologne pour crime de guerre, condamné à mort et pendu le 10 mars 1952. Hübner, Brückner, et Schwalm sont relâchés en 1951. Cette année-là, les condamnations de Hofmann et Lorenz sont réduites à 15 ans, et celle de Creutz à 10 ans. Hofmann est libéré en 1954.